# Rorippa mandonii
Rorippa mandonii är en korsblommig växtart som först beskrevs av Eugène Pierre Nicolas Fournier, och fick sitt nu gällande namn av Mart.-laborde. Rorippa mandonii ingår i släktet fränen, och familjen korsblommiga växter. Inga underarter finns listade i Catalogue of Life.